# The Product G&B

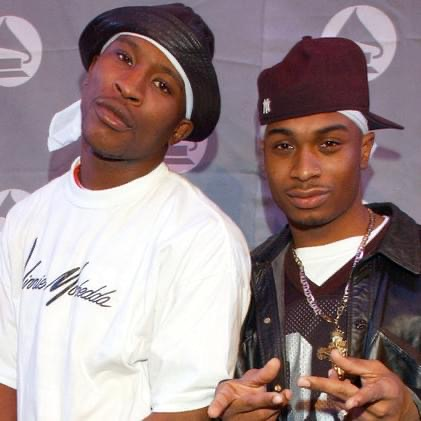
The Product G&B (2024)

The Product G&B ist ein R&B-Duo bestehend aus den Mitgliedern David McRae und Marvin Moore-Hough. G&B steht für Ghetto & Blues.

## Karriere
Die beiden Musiker stammen aus New York und taten sich zusammen, als sie 13 Jahre alt waren. Später wurden sie von Wyclef Jean entdeckt, als sie zufällig beim Label Sony Music waren, und von ihm unter Vertrag genommen.
Ihren größten Erfolg hatten sie im Jahr darauf mit dem Welthit Maria Maria zusammen mit Carlos Santana, der in vielen Ländern Platz eins erreichte, darunter in den USA, in Deutschland und der Schweiz. In der Bestseller-Liste der US Billboard-Charts erreichte Maria Maria Platz 14.
Maria Maria wurde von The Product G&B, Carlos Santana, Wyclef Jean and J. Duplessis geschrieben und komponiert. Marvin Moore war der Sänger des Titels. Der Grammy Award (Beste Popdarbietung eines Duos oder einer Gruppe mit Gesang) für das Lied ging jedoch an Santana und seine Band alleine.
In der Folge arbeiteten The Product G&B an diversen weiteren Stücken und 2001 erschien bei J Records ihr Debütalbum Ghetto & Blues. Es war gleichzeitig die erste Veröffentlichung von Wyclef Jeans Label. Die erste Singleauskopplung Cluck Cluck fand im Soundtrack zu Dr. Dolittle 2 Verwendung. Mit dem Titel Dirty Dancin′ konnten sie in den US-Dance-Charts einen weiteren Erfolg landen (Platz 13).
Danach wurde es etwas ruhiger um das Duo, obwohl bis zum Ende der 2000er weitere Veröffentlichungen erschienen, unter anderem mit 50 Cent oder der Rapgruppe Onyx. Die beiden realisierten auch Solo-Projekte. Moore veröffentlichte 2010 unter dem Namen Money Harm das Soloalbum The Story of Marvin Moore und die Single It's Been a Long Time. David McRae alias Sincere (auch Sincere Gubano) schloss sich der Soulrock-Band Guitars N Bandanaz an.
Am 31. Mai 2013 veröffentlichten zusammen mit dem deutschen Rapper Prince Kay One die Single V.I.P. welche in diversen europäischen Ländern direkt in die Top 5 bzw. Top 10 der offiziellen Charts einstieg.
Am 23. Mai 2014 veröffentlichte "The Product G&B" zusammen mit DJ Mr. Da-Nos, passend zur Fußball-Weltmeisterschaft in Brasilien, die EP "Summer Nights in Brazil" (Universal Music). Die EP erreichte in den iTunes Album Charts auf Anhieb Platz 1 und wurde von MTV für die EMA’s 2014 nominiert.
Aktuell touren The Product G&B durch Europa. Im März 2015 erscheint eine weitere Single, und Anfang 2015 ein weiteres Album inkl. Features mit diversen weltweit renommierten Musikern.

## Diskografie

### Alben
- 2001: Ghetto & Blues

### Singles
- 1998: Here We Go (Funkmaster Flex featuring Khadejia & the Product G&B)
- 2000: Tired of Being Broke
- 2000: Maria Maria (Carlos Santana featuring the Product G&B)
- 2001: Cluck Cluck (featuring Wyclef Jean)
- 2002: Freak Freak
- 2002: Dirty Dancin′ (featuring Carlos Santana)
- 2007: Slam More Harder! (featuring Onyx)
- 2008: Tired of Being Broke (50 Cent featuring the Product G&B)
- 2009: U Don’t Know (mit Squala Orphan)
- 2013: V.I.P. (Prince Kay One featuring the Product G&B)
- 2014: Summer Nights in Brazil (Mr. Da-Nos & The Product G&B featuring Maury)